# وادي الويد
وادي الويد هو واد في تهامة بلاد بلقرن في محافظة العرضيات تسيل مياهه من جبلا سيال ومن جبل القرن باتجاه الغرب حتى يرفد وادي يبة قرب قرية القحدة.